# Autoportrait dans le camp
 (octobre 2021).
Si vous disposez d'ouvrages ou d'articles de référence ou si vous connaissez des sites web de qualité traitant du thème abordé ici, merci de compléter l'article en donnant les références utiles à sa vérifiabilité et en les liant à la section « Notes et références ».
Pour les articles homonymes, voir Autoportrait (homonymie).
Autoportrait dans le camp est une peinture de Felix Nussbaum réalisée en 1940. Elle est maintenant conservée dans la Neue Galerie, à New York.

## Auteur
Felix Nussbaum est né dans une famille juive en 1904 à Osnabrück en Allemagne. Il rencontre sa femme, Felka Platek, durant ses études artistiques. À l'avènement du nazisme en 1933, il part en Italie, puis en Belgique. N'ayant pas pu obtenir la nationalité belge, il est arrêté et transféré au camp de Saint-Cyprien. Il parvient à s'échapper et se cache pendant presque quatre ans en Belgique avec sa femme mais en 1944, il est arrêté sur dénonciation et est envoyé à Auschwitz où il meurt gazé.

## Courant artistique
Cette peinture se rattache au mouvement de la Nouvelle objectivité qui est apparu dans les années 1920 en Allemagne ; il succède à l’expressionnisme. Il se caractérise par une volonté de montrer la réalité froidement, de façon cynique. L'art est alors une arme pour dénoncer les vices de la société.

## Contexte historique de l’œuvre
Felix Nussbaum a peint ce tableau en 1940, au plus fort du nazisme et de la Shoah, il décrit l'univers des camps d'internement.
Cette œuvre met en évidence les conditions de vie imposées aux prisonniers de Saint-Cyprien par les autorités françaises. L'enfermement, la maladie ainsi que la mort émanent de ce tableau.

## Description de l’œuvre
Autoportrait dans le camp est une peinture, plus précisément une huile sur contreplaqué de 52,5 × 41,5 cm. Le personnage est le peintre lui-même, Felix Nussbaum.
La peinture date de 1940, moment où il fut interné au camp de Saint-Cyprien en France en tant que juif allemand.
Felix Nussbaum se représente de trois-quarts, il porte une chemise tachée et déchirée ainsi qu'un bonnet sombre, il a une barbe naissante, son regard est dur, noir ; ses sourcils sont froncés ; son front marqué. Il regarde fixement le spectateur, la dureté de son regard dénonce, accuse les faits qu'il vit. Il nous prend à témoin, nous montre l'enfer que vit son peuple, l'univers de la mort.
En arrière-plan, deux hommes presque nus qui ne sont plus que l’ombre d’eux-mêmes : l'un défèque dans des latrines improvisées (baril), l'autre semble attendre son tour, il est voûté et cherche des brindilles qu'il tient en main, peut-être pour tenter d'améliorer sa paillasse. La maladie les humilie. La maigreur, la blancheur, l'aspect fantomatique du personnage de droite rendent compte aussi de l'inhumanité des conditions de vie dans les camps.
À gauche en arrière-plan, un homme est assis sur une chaise de fortune devant une table faite de reste de planche de bois. Il se prend la tête dans les mains en signe d'épuisement, de fatigue, de désespoir. Ses coudes sont sur la table et une bougie insérée dans une bouteille vide vient de s'éteindre, il n'y a plus une lueur d'espoir.
Les barbelés et les baraquements de déportés ferment le décor, le ciel sombre qui « écrase » le tableau, les ossements dans la boue, le sable terreux ; tout ici symbolise la mort.
Ce tableau met mal à l'aise, Felix Nussbaum nous rend coupable comme si nous étions des voyeurs, l’ambiance y est des plus désespérantes.
De nombreux peintres ont inspiré Felix Nussbaum pour cet autoportrait : 
- L’ambiance évoque celle des tableaux de Jérôme Bosch, Max Beckmann ou Otto Dix, ces deux derniers ayant appartenu au mouvement de la Nouvelle objectivité et connu cette « brutalisation » et cet anéantissement de l'humanité.